# Список умерших в 1146 году

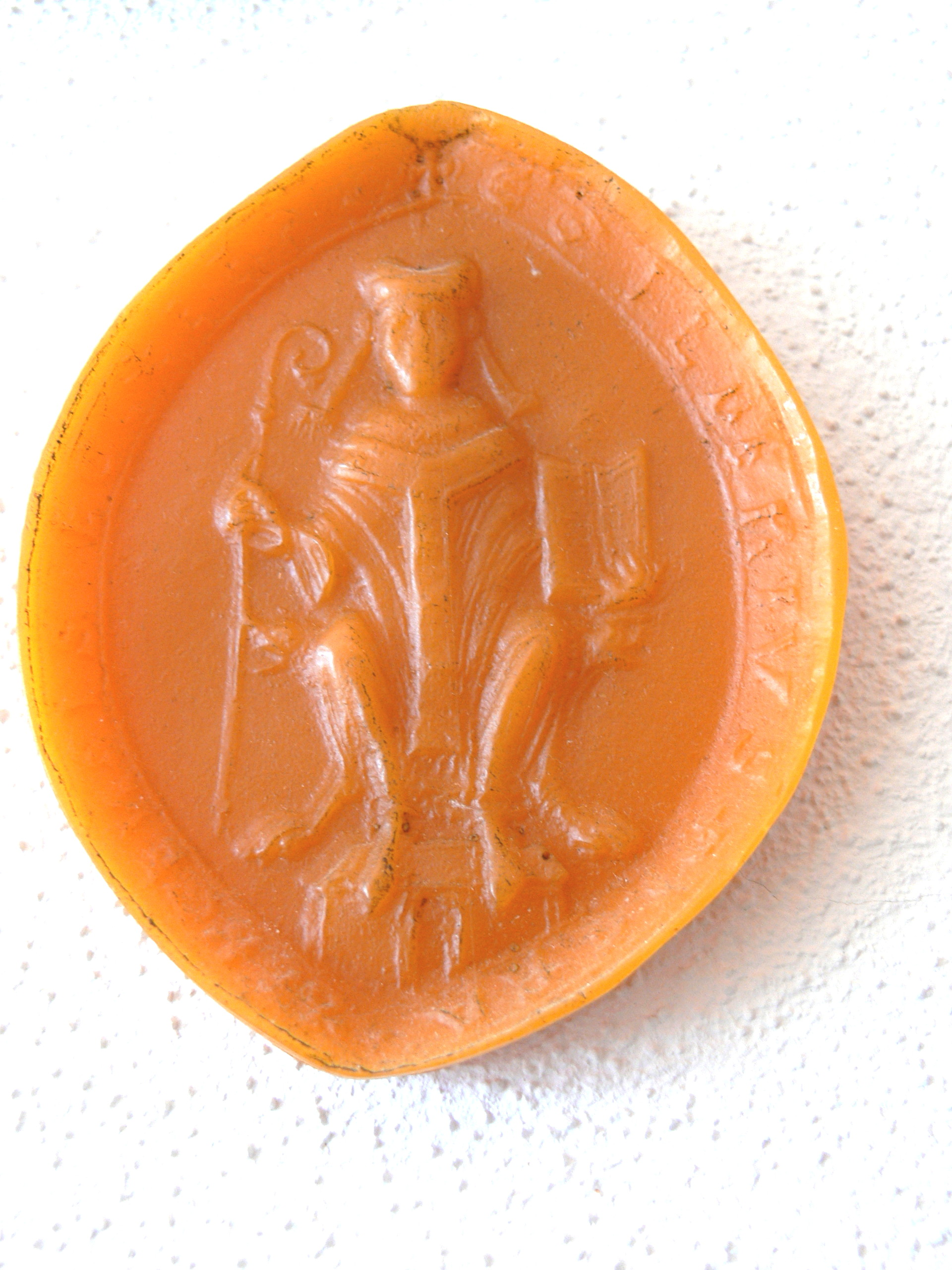
Эгилберт

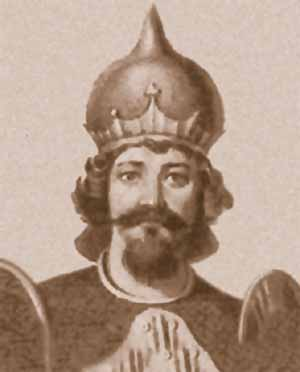
Всеволод Ольгович

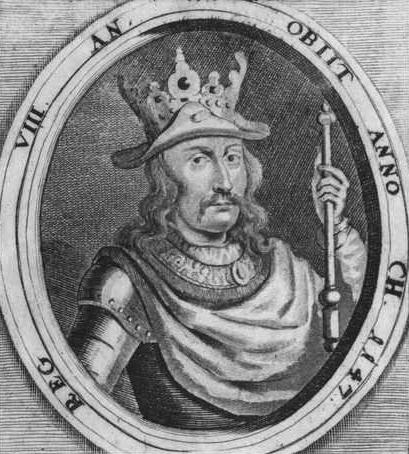
Эрик III Добрый

В этой статье представлен список известных людей, умерших в 1146 году.
См. также: Категория:Умершие в 1146 году

## Январь
- 20 января — Марица Владимировна — русская княжна, дочь Владимира Мономаха, жена претендента на византийский престол лже-Диогена.
- 31 января — Мартин Сорийский[кат.] — португальский священник, святой римско-католической церкви.

## Февраль
- 5 февраля — Ахмад III аль-Мустансир — десятый (титулярный) эмир Сарагосы (1119—1131).

## Апрель
- 8 апреля — Дипольд III фон Фобург — маркграф Нордгау, граф Наббурга, Фобурга и Хама из рода Рапотонидов.
- 10 апреля — Инджон (36) — король Кореи (1122—1146).
- 14 апреля — Гертруда фон Зульцбах — герцогиня-консорт Франконии (1135—1138), королева-консорт Германии (1138—1146), как жена Конрада III
- 20 апреля — Вильгельм Пилигрим[англ.] — немецкий пилигрим, святой римско-католической церкви.

## Май
- 29 мая — Эгилберт[нем.] — патриарх Аквилеи (1129—1130), епископ Бамберга (1139—1146)

## Июнь
- 1 июня — Ирменгарда Анжуйская — герцогиня-консорт Аквитании (1088—1091) как жена Гильома IX Трубадура, герцогиня-консорт Бретани (1093—1112), как жена Алена IV Фержена, регент Бретани (1096—1101)

## Август
- 1 августа — Всеволод Ольгович — князь новгород-северский (1115—1127), князь черниговский (1127—1139), Великий князь Киевский (1139—1146)
- 27 августа — Эрик III Добрый — король Дании (1137—1146). Умер после отречения в монастыре.

## Сентябрь
- 14 сентября — Имад ад-Дин Занги — сельджукский военачальник, атабек Мосула (1127—1146) и Халеба (1127—1146), основатель династии Зангидов. Убит.
- 15 сентября — Ален Чёрный — первый граф Ричмонд (1137—1146), граф Корнуолл (1140—1141)

## Ноябрь
- 10 ноября — Эмбрихо фон Лайнинген[нем.] — епископ Вюрцбурга (1125—1146)

## Дата неизвестна или требует уточнения
- Адам Сен-Викторский — католический поэт и композитор, автор гимнов и секвенций.
- Ги I де Бар-сюр-Сен — граф Бар-сюр-Сен.
- Ибн Атия аль-Андалуси — исламский богослов, толкователь Корана.
- Изз ад-Дин Хусейн — правитель из династии Гуридов.
- Илона Сербская — королева-консорт Венгрии (1131—1141), как жена Белы II, регент Венгрии (1141—1146).
- Мария Олеговна — дочь Олега Святославич (?— после 1146).
- Папарески, Пьетро — кардинал-епископ Альбано (1142—1146)
- Роберт Пуллен — английский теолог и философ
- Рагнал — норвежско-гэльский король Дублина из династии Мак Торкайл (1142?-1146).
- Родриго Гомес — кастильский дворянин и военачальник, участник Реконкисты.
- Фелеки Ширвани — персидский поэт.
- Эли V — граф Перигора (с 1115).
- Яранкаш[англ.] — франкский раб. убийца Имада ад-Дина занги, казнён